# روسل وسيجورد فاريان

سيجورد فاريان (1901-1961) تصوير: أنسل آدمز.

راسيل هاريسون فاريان (أبريل 24, 1898 – يوليو 28, 1959) وسيجورد فيرغوس فاريان (مايو 4, 1901 – أكتوبر 18, 1961)
 كان الإخوة الذين أسسا واحدة من أولى شركات التكنولوجيا العالية في وادي السليكون. ولدا للوالدين المتصوفين الذين ساعدا في قيادة المجتمع الطوباوي القاوند، كاليفورنيا، ونشأ في منزل ملئ بالتأثيرات الإبداعية المتعددة. أظهر الإخوة شغفا في وقت مبكر بالكهرباء، وبعد إنشاء وظائف في مجال الالكترونيات والطيران جاؤوا معا ليخترعا كليسترون، الذي أصبح عنصرا حاسما في الرادار، و الاتصالات وغيرها من تكنولوجيات الميكروويف. في عام 1948 أسس شركاه فاريان لتسويق كليسترون والاختراعات الأخرى; أصبحت الشركة الأولى للانتقال إلى ستانفورد حديقة صناعية، مسقط رأس وادي السيليكون. وأشار كل من الاخوة لوجهات النظر السياسية التقدمية بهم؛ وكان راسيل مؤيد مدى الحياة من سييرا كلوب، ساعد سيجورد في إنشاء تعاونية الإسكان من لاديرا، كاليفورنيا، و شركاه فاريان وضعت سياسات وظيفية مبتكرة التي كانت سابقة لزمنهم. في عام 1950، تم منح فاريانس ميدالية جون برايس Wetherill لتطوير كليسترون,  وسواء كانت بعد وفاتهم أدخلوا في مجلس الهندسة لوادي السيليكون قاعة المشاهير في 1993. 

## الحواشي
1. ↑  Britannica 2012.
2. ↑  Gauvin 1995.
3. 1 2  SVEC 1993.

## فراءات إضافية
- Johnson، Steven. "Henry Cowell, John Varian, and Halcyon". American Music ع. Spring, 1993: 1–27.

## الروابط الخارجية
- White، Patricia. "Guide to the Papers of Russell and Sigurd Varian, 1836–1988" (PDF). oac.cdlib.org. Online Archive of California, Stanford University Libraries. SC 345. مؤرشف من الأصل (PDF) في 2022-12-29. اطلع عليه بتاريخ 2012-09-05.
- Fisher، Lawrence M. "Head of Varian to Try 'More Balanced Attack'". نيويورك تايمز. مؤرشف من الأصل في 2020-03-28. اطلع عليه بتاريخ 2012-09-06.